# 853 (numero)
Ottocentocinquantatré (853) è il numero naturale dopo l'852 e prima dell'854.

## Proprietà matematiche
- È un numero dispari.
- È un numero primo.
  - È un numero primo troncabile a sinistra.
- È parte delle terne pitagoriche (205, 828, 853), (853, 363804, 363805).
- È un numero di Perrin.
- È un numero congruente.

## Astronomia
- 853 Nansenia è un asteroide della fascia principale del sistema solare.
- NGC 853 è un galassia irregolare della costellazione della Balena.

## Astronautica
- Cosmos 853 è un satellite artificiale russo.